# Aerosmith World Tour 2007
Aerosmith World Tour 2007 – dwudziesta trasa koncertowa grupy muzycznej Aerosmith, w jej trakcie odbyło się trzydzieści siedem koncertów.

## Program koncertów
1. "Love in an Elevator"
2. "Same Old Song and Dance"
3. "Cryin'"
4. "Eat the Rich"
5. "Jaded"
6. "I Don't Want to Miss a Thing"
7. "What It Takes"
8. "Baby, Please Don't Go"
9. "Hangman Jury"
10. "Seasons of Wither"
11. "S.O.S. (Too Bad)"
12. "Dream On"
13. "Livin' on the Edge"
14. "Stop Messin' Around"
15. "Sweet Emotion"
16. "Draw the Line"
17. "Walk This Way"

## Lista koncertów
1. 12 kwietnia 2007 – São Paulo, Brazylia – Estádio do Morumbi
2. 15 kwietnia 2007 – Buenos Aires, Argentyna – River Plate Stadium
3. 18 kwietnia 2007 – San Nicolás de los Garza, Meksyk – Estadio Universitario
4. 20 kwietnia 2007 – Guadalajara, Meksyk – Arena VFG
5. 22 kwietnia 2007 – Meksyk, Meksyk – Foro Sol
6. 28 kwietnia 2007 – Las Vegas, Nevada, USA – Mandalay Bay Events Center
7. 2 maja 2007 – Nowy Jork, Nowy Jork, USA – Javits Center
8. 31 maja 2007 – Dubaj, ZEA – Dubai Autodrome
9. 2 czerwca 2007 – Bangalore, Indie – Bangalore Palace
10. 6 czerwca 2007 – Randers, Dania – Essex Park
11. 8 czerwca 2007 – Sölvesborg, Szwecja – Sweden Rock Festival
12. 10 czerwca 2007 – Frankfurt nad Menem, Niemcy – Messe Frankfurt
13. 12 czerwca 2007 – Karlsruhe, Niemcy – Dm-Arena
14. 14 czerwca 2007 – Monachium, Niemcy – Olympiahalle
15. 19 czerwca 2007 – Paryż, Francja – Palais Omnisports de Paris-Bercy
16. 22 czerwca 2007 – Dessel, Belgia – Graspop Metal Meeting
17. 24 czerwca 2007 – Londyn, Anglia – Hyde Park
18. 26 czerwca 2007 – Rathfarnam, Irlandia – Marlay Park
19. 28 czerwca 2007 – Kolonia, Niemcy – Kölnarena
20. 30 czerwca 2007 – Biddinghuizen, Holandia – Arrow Rock Festival
21. 3 lipca 2007 – Ryga, Łotwa – Stadion Skonto
22. 5 lipca 2007 – Tallinn, Estonia – A. Le Coq Arena
23. 7 lipca 2007 – Helsinki, Finlandia – Hartwall Arena
24. 10 lipca 2007 – Sankt Petersburg, Rosja – Kompleks Sportowo-Koncertowy
25. 12 lipca 2007 – Moskwa, Rosja – Olimpijskij
26. 19 lipca 2007 – Sarnia, Kanada – Sarnia Bayfest
27. 21 lipca 2007 – Charlottetown, Kanada – Blast at Beach
28. 25 lipca 2007 – Paso Robles, Kalifornia, USA – Mid-State Fair
29. 27 lipca 2007 – Kelseyville, Kalifornia, USA – Konocti Harbor Resort
30. 8 września 2007 – Clarkston, Michigan, USA – DTE Energy Music Theater
31. 12 września 2007 – Wantagh, Nowy Jork, USA – Jones Beach Theater
32. 14 września 2007 – Mansfield, Massachusetts, USA – Tweeter Center
33. 16 września 2007 – Bristow, Wirginia, USA – Nissan Pavillion
34. 18 września 2007 – Toronto, Kanada – Molson Amphitheatre
35. 20 września 2007 – Uncasville, Connecticut, USA – Mohegan Sun Arena
36. 22 września 2007 – Atlantic City, New Jersey, USA – Borgata Events Center
37. 24 września 2007 – Rosemont, Illinois, USA – Allstate Arena